# Erupción del Krakatoa de 1883
La erupción del volcán Krakatoa en 1883 (en indonesio: Letusan Krakatau 1883) se produjo en el estrecho de la Sonda en las Indias Orientales Neerlandesas, actual Indonesia, entre la tarde del día domingo 26 de agosto de 1883 —antes de esa fecha también se produjo otra erupción, en mayo de ese mismo año— y alcanzó su punto cataclísmico en la mañana del lunes 27 de agosto, cuando terminó con el 70% de la isla de Rakata —isla donde se ubica el volcán principal y con el archipiélago circundante, siendo destruidos debido al colapso de una caldera—. 
La erupción fue uno de los eventos más mortíferos y destructivos que se han registrado en la historia reciente, con explosiones violentas que se escucharon a 3110 kilómetros (1930 millas) cerca de Perth, en Australia Occidental, y cerca de las islas Mauricio y Rodrigues, a 4800 kilómetros (3000 millas). Hubo 36417 muertes y se crearon tsunamis debido a la erupción.
También se sintieron efectos adicionales significativos en todo el mundo en los días y semanas posteriores a la erupción del volcán. La actividad sísmica adicional continuó hasta febrero de 1884. Los informes de actividad sísmica después de octubre de 1883 fueron luego descartados por la investigación de Rogier Verbeek sobre la erupción.

## Fase inicial

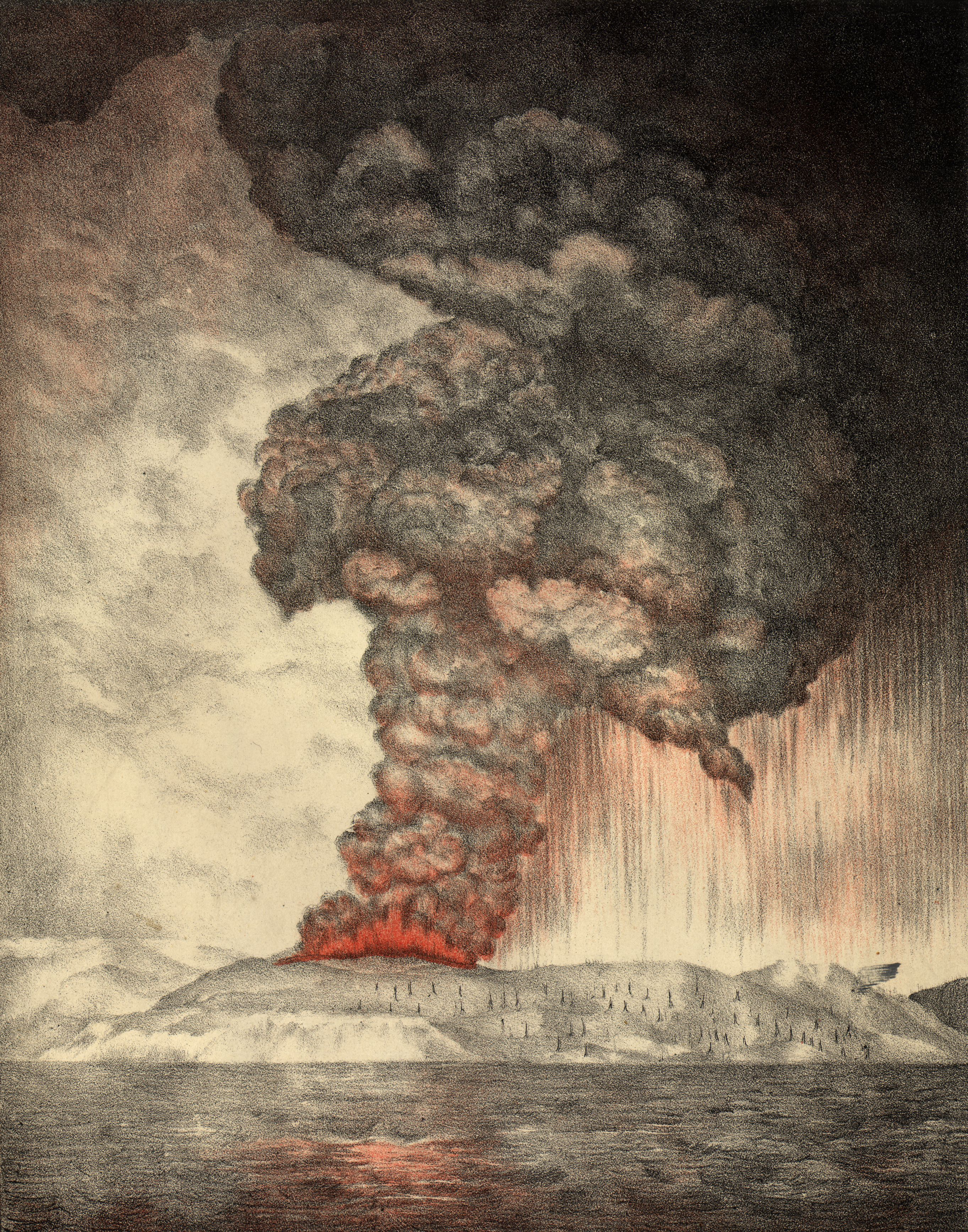
Ilustración de la erupción del volcán, hecha en torno al año 1888.

En años anteriores a la erupción de 1883, la actividad sísmica alrededor del volcán de Krakatoa fue intensa, con terremotos que se sentían en zonas tan lejanas como Australia. El 19 de mayo de 1883, una ventilación de vapor comenzó a salir regularmente de Perboewatan, el más septentrional de los tres conos de la isla. Las erupciones de cenizas alcanzaron una altitud estimada de 6 km (20 000 pies) y las explosiones se podían escuchar desde Nueva Batavia —actual Yakarta—, a 160 km (99 millas).
Las erupciones en Krakatoa iniciaron otra vez alrededor del día 16 de junio, con ruidosas explosiones y con espesas nubes negras que durante cinco días cubrieron las islas. El 24 de junio, un viento procedente del este despejó la nube, y se podían ver dos columnas de cenizas que iban saliendo del volcán. Se cree que a los pies de la erupción fue un nuevo respiradero o respiraderos que se formaron entre Perboewatan y Danan. Las erupciones violentas provocaron que las mareas en los alrededores fueron inusualmente altas y los barcos fondeados tuvieron que ser amarrados con cadenas. Los terremotos se sintieron en Anyer, Banten, y los barcos comenzaron a informar una gran masa de piedra pómez en el oeste en el océano Índico.
A principios de agosto, en la Ingeniería topográfica neerlandesa, el Capitán H. J. G. Ferzenaar investigó el archipiélago de Krakatoa, notificando tres grandes columnas de cenizas —uno más reciente de Danan—, que oscurecía la parte occidental de la isla, y columnas de vapor de al menos otros once respiraderos, la mayoría entre Danan y Rakata. Cuando desembarcó, observó una capa de ceniza de aproximadamente 0,5 m (1 pies y 8 pulgadas) de espesor y la destrucción de toda la vegetación, dejando solo tocones de árboles, desaconsejando cualquier otro acercamiento.

## Fase cataclísmica

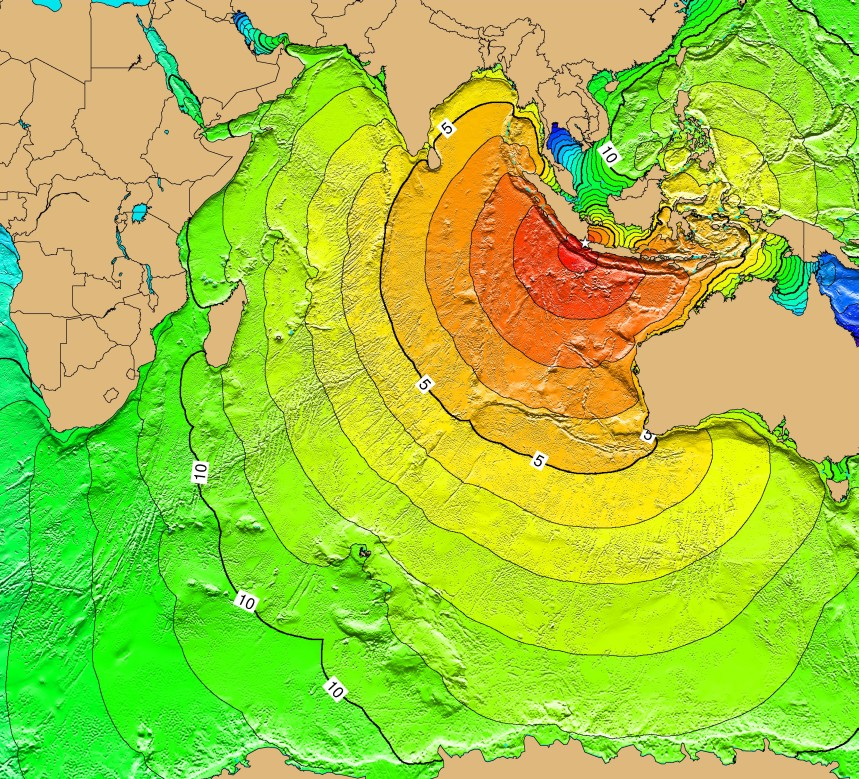
Mapa del tsunami generado por la explosión del volcán Krakatoa en Indonesia el 27 de agosto de 1883. Produjo una ola de 30 metros en el estrecho de Sunda que mató a unas 36.000 personas.

El sábado 25 de agosto de 1883, las erupciones se intensificaron en Krakatoa. Aproximadamente a las 1:00 de la tarde del domingo 26 de agosto, el volcán entró en su fase paroxística. A las 2:00 p. m., una nube de ceniza negra se situaba a 27 kilómetros de altura. En este punto, la erupción era casi continua y se podían escuchar explosiones cada diez minutos aproximadamente. Unos barcos que estaban a 20 km (12 millas) del volcán informaron que había caído una lluvia de cenizas, con trozos de piezas de piedra pómez caliente de aproximadamente 10 cm (4 pulgadas) de diámetro. Entre las 7:00 p. m. y las 8:00 p. m., un pequeño tsunami azotó las costas de Java y Sumatra, a 40 km (25 millas).
El lunes 27 de agosto, ocurrieron cuatro enormes explosiones, que marcaron el clímax de la erupción. A las 5:30 a. m., la primera explosión se produjo en Perboewatan, que terminó desencadenando un tsunami que se dirigió a Telok Betong —actualmente Bandar Lampung—. A las 6:44 a. m., Krakatoa explotó de nuevo en Danan, con el tsunami resultante propagándose hacia el este y el oeste. La tercera y mayor explosión, ocurrida a las 10:02, fue tan poderoso que se oyó a 3. 110 kilómetros de distancia, en Perth, Australia Occidental, y en la isla Rodrigues del océano Índico, cerca de Mauricio, a 4 800 kilómetros, donde los habitantes creyeron que la explosión había sido provocada por el cañonazo de un barco cercano.

Cambio geográfico después de la erupción

La tercera explosión se ha considerado el sonido más fuerte escuchado. Se calcula que la intensidad de la explosión que se escuchó a 160 km del volcán fue de 180 dB. Cada explosión estuvo acompañada de tsunamis de más de 30 metros de altura. El mayor de ellos alcanzó 46 metros y destruyó el puerto de Merak, en la provincia de Bantén.
Una amplia zona del estrecho de la Sonda y lugares de la costa de Sumatra se vieron afectados por los flujos piroclásticos del volcán. La energía liberada por la explosión se ha estimado en aproximadamente 200 megatones de TNT (840 petajulios), aproximadamente cuatro veces más potente que la Bomba del Zar, el arma termonuclear más potente jamás detonada. A las 10:41 horas, un corrimiento de tierras arrancó la mitad del volcán Rakata, junto con el resto de la isla al norte de Rakata, provocando la explosión final.

### Onda de presión
La onda de presión fue generada por la colosal tercera explosión que irradió Krakatoa a 1 086 km/h (675 mph). Se estima que la erupción alcanzó los 310 dB, lo suficientemente fuerte como para ser escuchada a 5 000 kilómetros (3 100 millas) de distancia. Fue tan potente que rompió los tímpanos de los marineros a bordo de barcos a kilómetros de distancia.